# 三重大学
三重大学（みえだいがく、英語: Mie University）は、三重県津市栗真町屋町に本部を置く国立大学。1874年創立、1949年大学設置。大学の略称は特になく、三重大と呼ばれる。

## 概観

### 大学全体
近鉄江戸橋駅徒歩約15分の、伊勢湾に面する「上浜キャンパス」に全ての学部が所在する。敷地面積は約526,000m2である。このほか、三重県内に4カ所のサテライト拠点（北勢、伊賀、伊勢志摩、東紀州）を展開している。
四日市ぜんそくという大きな公害病を経験した三重県にある唯一の国立大学として、先の公害を学際的視点から論じた「四日市学」など特色ある講義を開講して環境問題に対する教育研究に取り組んでいる。また、環境先進大学を目指し、2007年11月19日、日本全国の総合大学に先駆けて全学部で同時に環境関係の国際標準規格ISO14001を取得した。
2006年には、『タイムズ・ハイアー・エデュケーション』においてTHE世界大学ランキング第250位に認定されている。

### 理念
三重大学は、「人類福祉の増進」「自然の中での人類の共生」「地域社会の発展」に貢献できる「人材の育成と研究の創成」を理念として掲げている。

### 教育および研究
共通教育を設置し、総合大学の特性を生かして専門課程では網羅できない領域の教育を全学年通じて幅広く行い、教養教育の充実を図っている。また、語学力向上のためのTOEICや外国語検定の導入とともに、セミナー形式の演習によって国際的なコミュニケーション能力の育成に力を入れている。
農林水産分野の研究は、大正時代中期に設立された三重高等農林学校と戦後に設立された三重水産専門学校からの流れを汲んでいる。1987年に農学部と水産学部が統合、日本初の生物資源学研究科が発足し、農林水産の自然科学、社会科学、理工学を含む総合学部となった。旧帝大等の大規模大学以外の地方国立大学の農学系学部は、他大学ないしは他研究科と連合大学院を形成することで博士課程を設置することが多いが、生物資源学研究科は単独で博士課程（博士後期課程）を設置している。また、教育・研究の充実と発展のため、独立行政法人農業・食品産業技術総合研究機構野菜茶業研究所と独立行政法人水産総合研究センター増養殖研究所の両研究所と連携大学院を設置している。
教育学部は、度会県師範学校（1874年設立）と師範有造学校（1875年設立）を起源としている。
工学部と人文学部は太平洋戦争後の新設学部である。工学研究科では風力発電研究が行われており、青山高原風車群などの設置に携わっている。また、大学の敷地内にも風車が設置され、大学のシンボルの一つである。
医学部は2005年4月に、工学部、生物資源学部は2006年4月に大学院重点化により大学院大学となった。なお、生物資源学研究科の大学院重点化は、旧帝国大学に続き全国の農学系研究科のなかで8番目である。
現在は三重県の一部である伊賀国は伊賀流忍術・忍者で知られるため、「忍者・忍術学」の学術的・学際的な研究や教育、社会活動に取り組んでいる。その内容は史料や忍者道具、現代のサブカルチャーへの影響の分析、伊賀地域の観光振興に対する協力など幅広い。
また、伊勢志摩サテライトには、海女研究センターが2018年に開設された。
2024年には産業用大麻の研究開発を進める「神事・産業・医療用大麻研究センター」を開設した。

## 沿革

### 年表
- 1949年（昭和24年）5月31日 - 三重師範学校、三重青年師範学校、三重農林専門学校を母体として新制「三重大学」が発足。学芸学部と農学部を設置。
- 1966年（昭和41年）4月1日 - 学芸学部を教育学部に改称、大学院（修士課程）を設置。
- 1969年（昭和44年）4月1日 - 工学部を設置。3学部体制となる。
- 1972年（昭和47年）4月1日 - 三重県立大学からの移管により、 医学部と水産学部を設置。5学部体制となる。
- 1983年（昭和58年）4月1日 - 人文学部を設置。6学部体制となる。
- 1987年（昭和62年）4月1日 - 農学部と水産学部を統合して生物資源学部を設置。5学部体制となる。
- 1989年（平成元年）4月1日 - 医療技術短期大学部を設置。
- 1990年（平成2年）4月1日 - 教育学部に教員養成を目的としない情報教育課程が設置される。
- 1996年（平成8年）4月1日 - 一般教育部が廃止され、全学の共通教育が発足。
- 1997年（平成9年）4月1日 - 教育学部に生涯学習課程が設置される。
- 1999年（平成21年）4月1日 - 教育学部に人間発達科学課程が設置される。
- 2000年（平成12年）3月31日 - 医療技術短期大学部を廃止。
- 2004年（平成16年）4月1日 - 国立大学法人法により「国立大学法人 三重大学」となる。
- 2005年（平成17年） - 大学院医学系研究科を部局化。
- 2006年（平成18年） - 大学院工学研究科、生物資源学研究科を部局化。
- 2007年（平成19年） - 国際的標準規格ISO14001を取得。
- 2008年（平成20年） - 社会科学科を法律経済学科に名称変更。
- 2009年（平成21年） - 地域イノベーション学研究科を設置。
- 2012年（平成24年） - 環境・情報科学館が開館。
- 2014年（平成26年）4月1日 - 教育学部、情報教育課程と生涯教育課程の募集を停止。
- 2016年（平成28年）4月1日 - 教育学部、人間発達科学課程の募集を停止。教員養成に特化することとなる[8]（2015年（平成27年）8月認可済み[9]）。
- 2018年（平成30年）6月5日 - 三重県熊野市木本町に東紀州教育学舎を設置[10]。

## 基礎データ

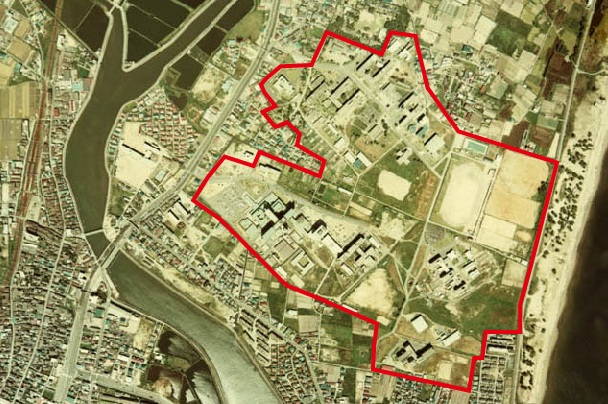
キャンパス（赤線で囲まれた部分）とその周辺（1975年度、）

### 所在地
- 上浜キャンパス（三重県津市栗真町屋町1577）

### 象徴
三重大学のキャンパスは「三翠キャンパス」と呼ばれる。この「三翠」という名は、三重大学の前身の三重高等農林学校の校歌の中にある「空のみどり、樹のみどり、波のみどり」の三つのみどり（翠）に由来している。
三重大学内にはこれに因んで「翠」の字をつけられたものが多い。

#### シンボルマーク
三重大学のシンボルマークは緑の斜線が組み合わさった形である。これは、MIEの頭文字M、UNIVERSITYの頭文字U、本やノートを開いたイメージ、海や波のイメージ（キャンパスが海に続くという特色を表す）を組み合わせた上、三重大学の旧標章の外形のイメージを尊重して三重大学教育学部教授（現名誉教授） 宮田修平が作製したものである。

## 教育および研究

### 組織

#### 学部
- 人文学部
  - 文化学科[11]
    - 日本研究
    - アジア･オセアニア研究
    - ヨーロッパ･地中海研究
    - アメリカ研究
      - 注：2年進級時に「地域」を選択

  - 法律経済学科
    - 法政コース
      - 統治システム履修プログラム
      - 生活法システム履修プログラム

    - 現代経済コース
      - 地域経済履修プログラム
      - 企業経営履修プログラム
        - 注：2年後期にコースを選択

- 教育学部

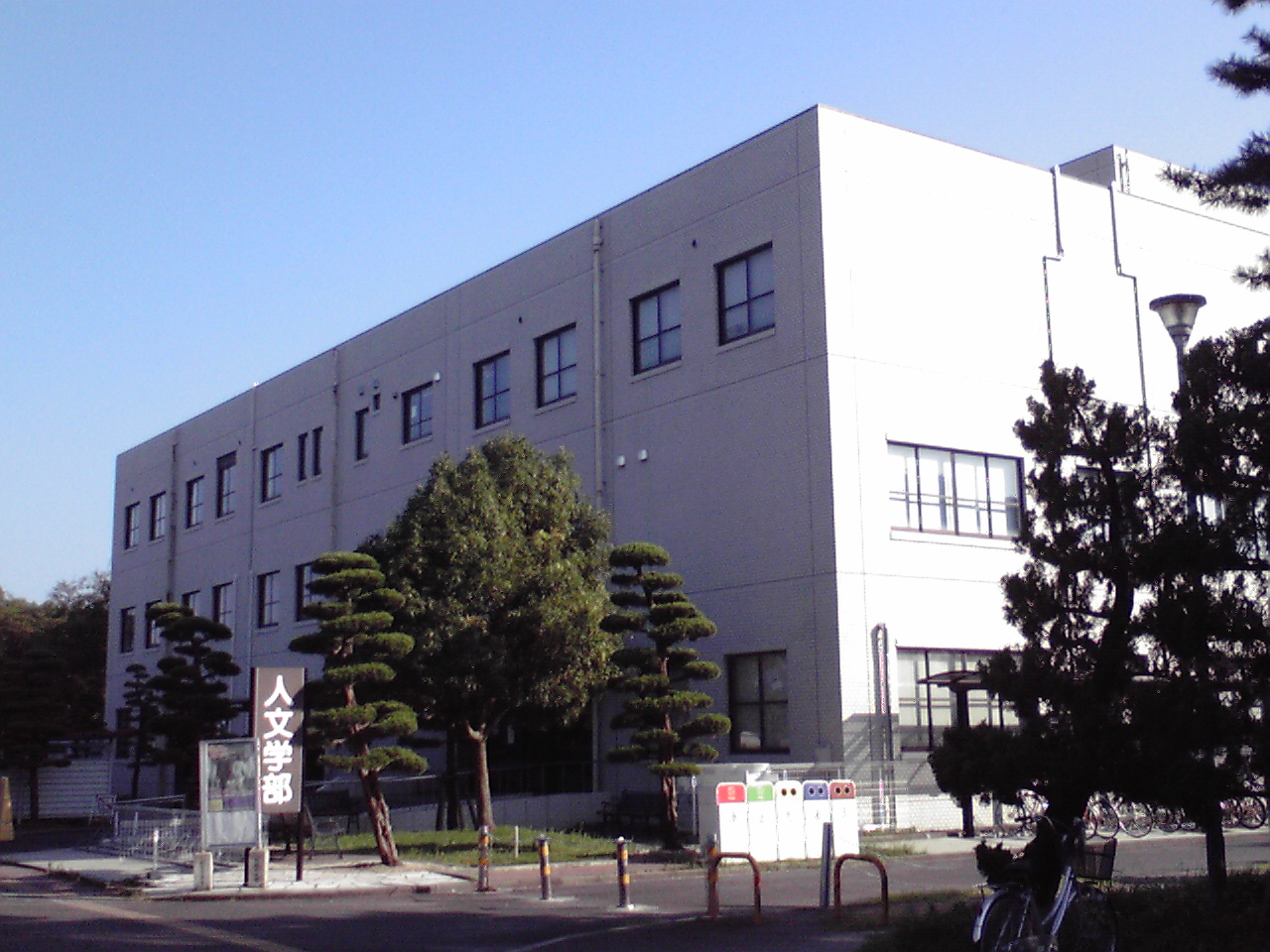
人文学部

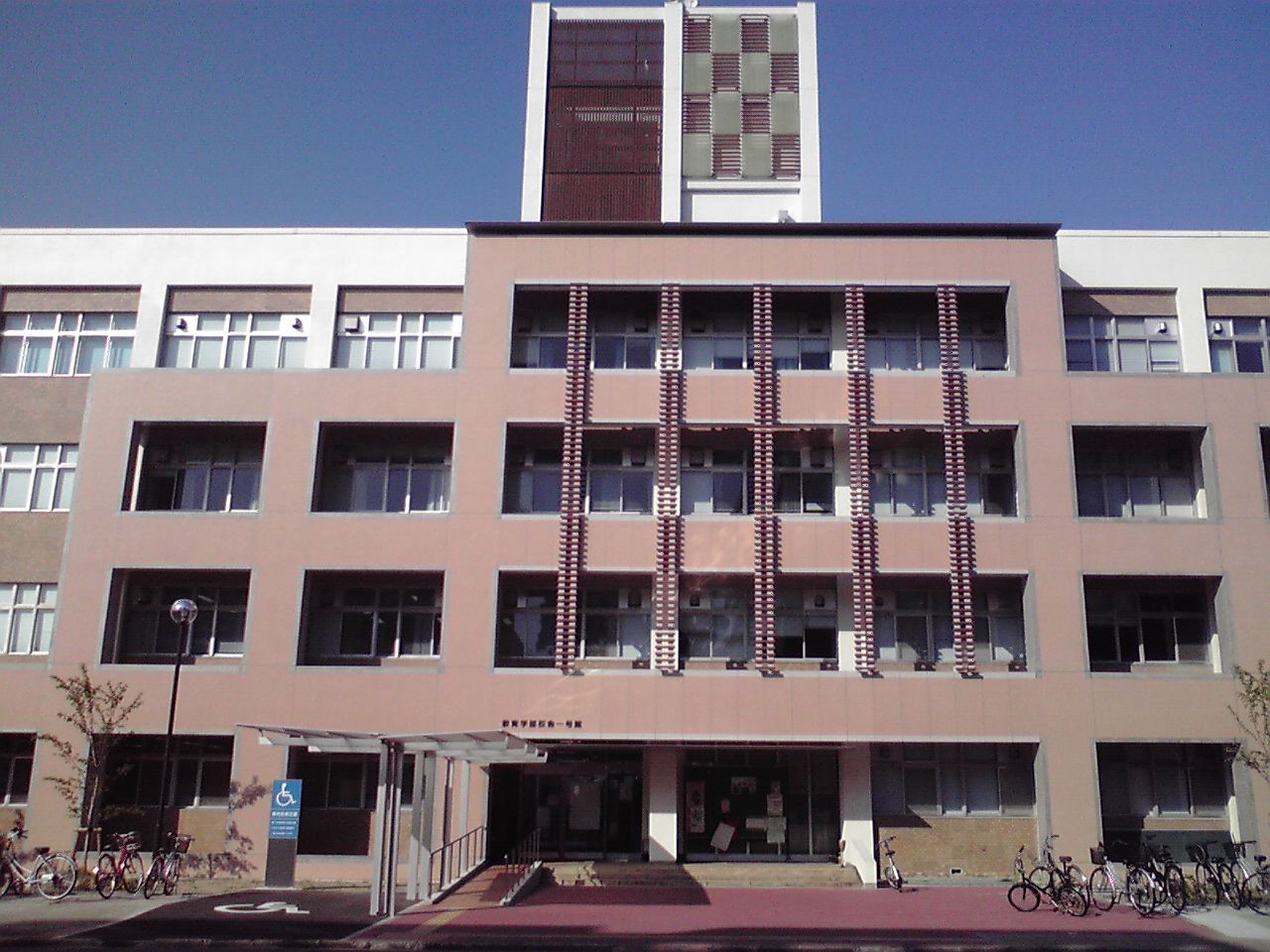
教育学部

  - 学校教育教員養成課程（2014年（平成26年）4月入学生から適用）
    - 国語教育コース[12] - 初等教育選修・中等教育選修。
    - 社会科教育コース[13] - 初等教育選修・中等教育選修
    - 数学教育・情報教育コース
      - 数学教育専攻[14] - 初等教育選修・中等教育選修
      - 情報教育専攻[15] - 中等教育選修

    - 理科教育コース[16] - 初等教育選修・中等教育選修
    - 音楽教育コース[17] - 初等教育選修・中等教育選修
    - 美術教育コース[18] - 初等教育選修・中等教育選修
    - 保健体育コース[19] - 初等教育選修・中等教育選修
    - 技術・ものづくり教育コース[20] - 初等教育選修・中等教育選修
    - 家政教育コース[21] - 初等教育選修・中等教育選修
    - 英語教育コース[22]  - 初等教育選修・中等教育選修
    - 特別支援教育コース[23]
    - 幼児教育コース[24]
    - 学校教育コース
      - 教育学専攻[25]
      - 教育心理学専攻[26]

  - 学校教育教員養成課程（2013年（平成25年）4月入学生まで適用）
    - 国語コース
    - 社会科コース
    - 数学コース
    - 理科コース
    - 音楽コース
    - 美術コース
    - 保健体育コース
    - 技術コース
    - 家政コース
    - 英語コース
    - 特別支援教育コース
    - 幼児教育コース
    - 学校教育コース

  - 人間発達科学課程（2015年（平成27年）4月入学生まで適用。2016年（平成28年）4月に募集停止、2019年（平成31年）3月末に廃止）
    - 人間発達科学コース[注 1]
    - 日本語教育コース[注 2]

  - 情報教育課程（2013年（平成25年）4月入学生まで適用。2014年（平成26年）4月に募集停止、2017年（平成29年）3月末に廃止）
  - 生涯教育課程（2013年（平成25年）4月入学生まで適用。2014年（平成26年）4月に募集停止、2017年（平成29年）3月末に廃止）

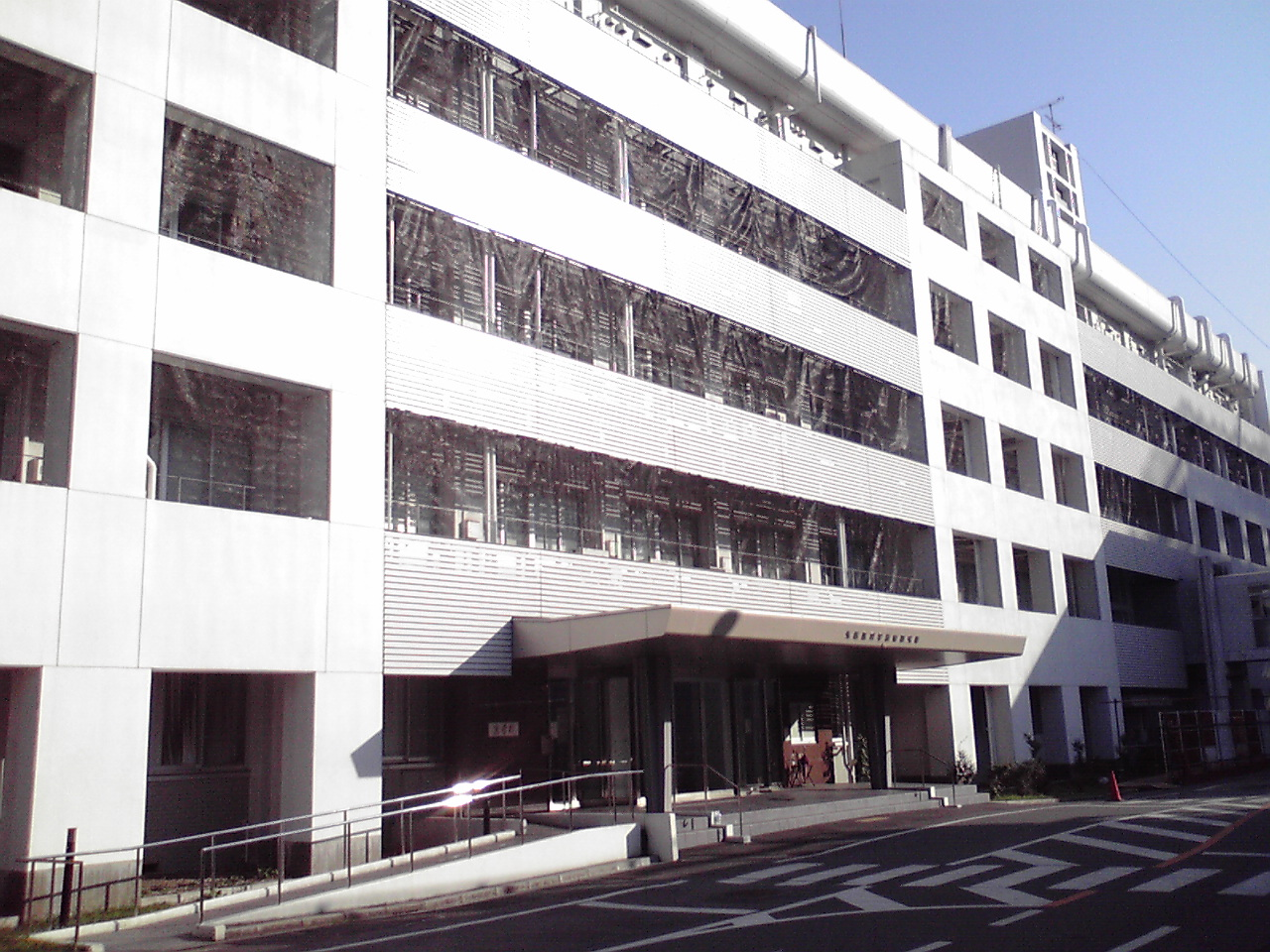
医学部

    - スポーツ健康科学コース
    - 消費生活科学コース

- 医学部
  - 医学科
    - 学科目[27]：解剖学、生化学、生理学、病理学、薬理学、分子病態学、微生物学、免疫学、医動物学、衛生学、公衆衛生学、法医学、医学医療教育学、内科学、神経内科学、家庭医療学、精神神経科学、小児科学、皮膚科学、放射線医学、検査医学 、薬剤学、外科学、産科婦人科学、脳神経外科学、整形外科学、泌尿器科学、眼科学、耳鼻咽喉科学、口腔外科学、麻酔科学、救急災害医学

  - 看護学科
    - 講座[28]：基礎看護学、成人・精神看護学、母性・小児看護学、地域・老年看護学

- 工学部[29]
  - 機械工学科

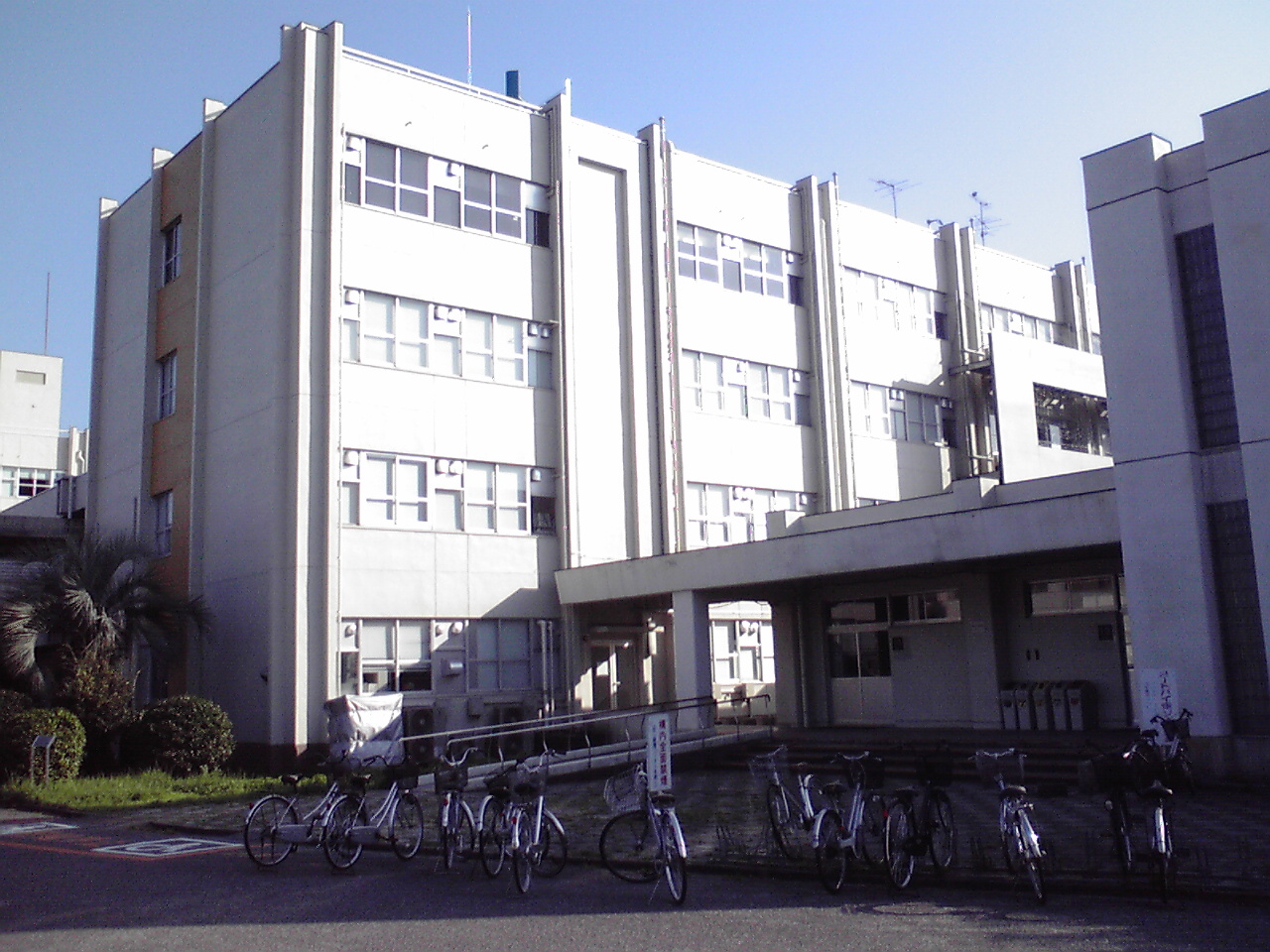
工学部

    - 講座：量子・電子機械、機能加工、環境エネルギー

  - 電気電子工学科
    - 講座：電気システム工学、情報・通信システム工学、電子物性工学

  - 分子素材工学科
    - 講座：分子設計化学、生物機能工学、素材化学

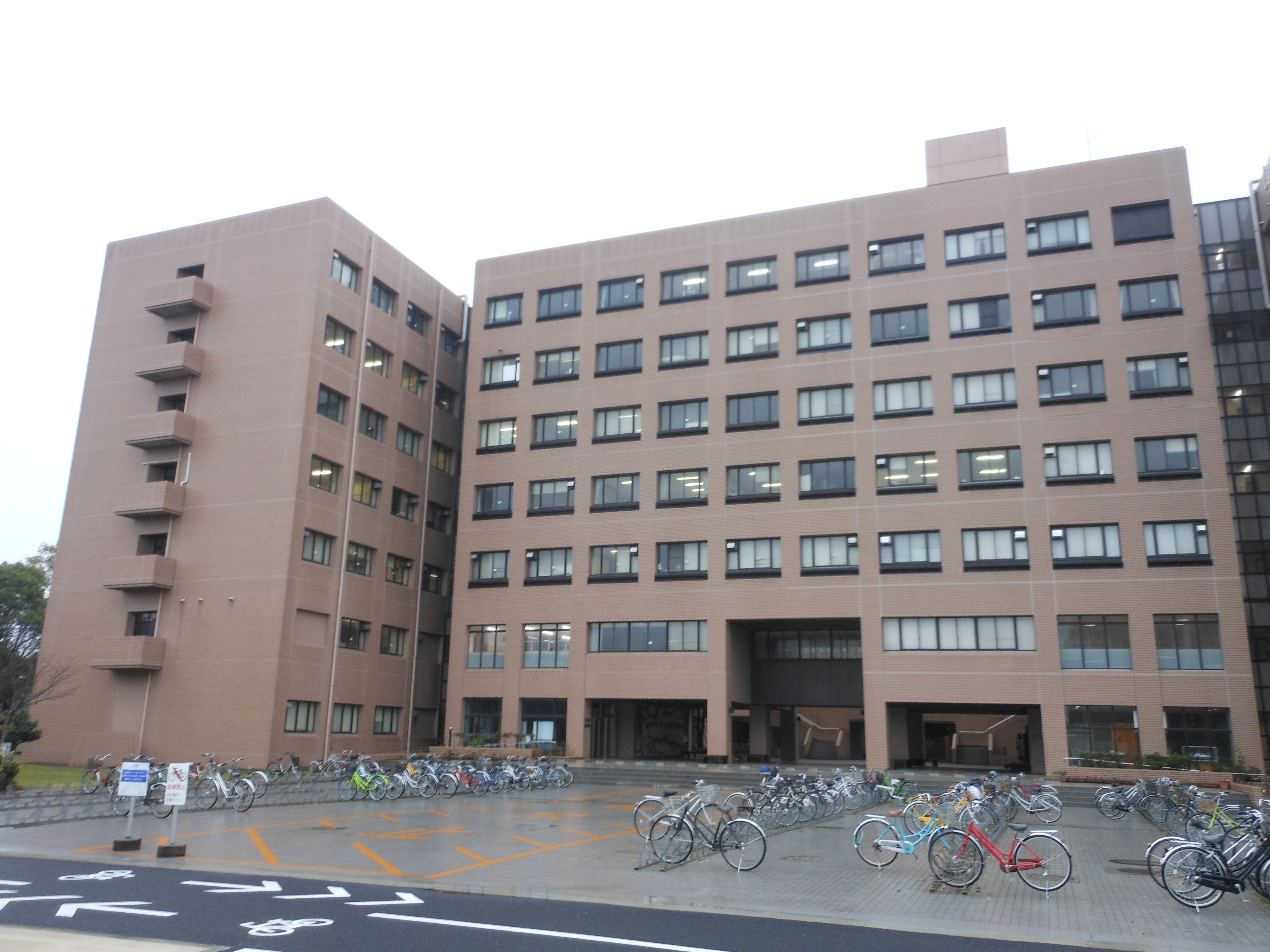
生物資源学部

  - 建築学科
    - 講座[30]：建築デザイン、建築マネジメント

  - 情報工学科
    - 講座：コンピュータサイエンス、知能工学

  - 物理工学科
    - 講座：量子工学、ナノ工学

- 生物資源学部
  - 生物資源学科　2024年度から
    - 生物資源総合科学コース
    - 農林環境科学コース
    - 海洋生物資源学コース
    - 生命化学コース

  - 資源循環学科[31]
    - 2015年度-2023年度
      - 農林生物学教育コース[32]
        - 農業生物学講座[33]
        - 森林資源環境学講座[34]

      - 国際開発資源学教育コース[35]
        - 国際・地域資源学講座[36]

  - 共生環境学科[37]
    - 2015年度-2023年度
      - 地球環境システム学教育コース[38]
        - 地球システム学講座[39]
        - 環境情報システム工学講座[40]

      - 地球環境デザイン学教育コース[41]
        - 農業農村工学講座[42]

  - 生物圏生命科学科[43]
    - 2015-16年度入学生
      - 応用生命化学教育コース[44]
      - 海洋生物科学教育コース[45]

    - 2017年入学生以降
      - 生命機能化学教育コース
        - 生命機能化学講座[46]

      - 海洋分子生命化学教育コース
        - 海洋生命分子化学講座[47]

  - 海洋生物資源学科[48]（2017年度設置）
    - 海洋生物科学教育コース[49]

#### 研究科
修士（博士前期）課程
- 人文社会科学研究科
  - 地域文化論専攻
    - 地域社会文化論専修
    - 地域言語文化専修

  - 社会科学専攻
    - 地域行政政策専修
    - 地域経営法務専修
- 教育学研究科[注 3]
  - 教育科学専攻
    - 学校教育領域
分野：学校教育
    - 特別支援教育領域
分野：特別支援教育
    - 人文・社会系教育領域
分野：国語教育学、国語学、国文学、社会科教育、歴史・思想学、地域科学、英語科教育、英語学、英米文学
    - 理数・生活系教育領域
分野：数学科教育、代数学、幾何学、解析学、応用数学、理科教育、物理学、化学、生物学、地学、技術科教育、技術学、家庭科教育、家政学
    - 芸術・スポーツ系教育領域
分野：音楽科教育、器楽、声楽、作曲・指揮法、美術科教育、美術、保健体育科教育、体育・スポーツ学、運動学、学校保健

  - 教職実践高度化専攻（教職大学院、2017年度に設置）
    - 学校経営力開発コース
    - 教育実践力開発コース
- 医学系研究科
  - 医科学専攻（2年制）[注 4]
  - 看護学専攻（2年制）[50]
    - 基盤看護学領域
教育研究分野：看護教育学、実践基礎看護学
    - 実践看護学領域
教育研究分野：がん看護学、成人看護学、母性看護・助産学、小児看護学、老年看護学
    - 広域看護学領域
教育研究分野：精神看護学、ストレス健康科学、地域看護学
- 工学研究科[51]
  - 機械工学専攻
    - 量子・電子機械講座
教育研究分野：量子物性工学、メカトロニクス、システム設計、生体システム工学
    - 機能加工講座
教育研究分野：材料機能設計、集積加工システム、プロセス解析
    - 環境エネルギー講座
エネルギー環境工学、エネルギーシステム設計、流動現象学

  - 電気電子工学専攻
    - 電気システム工学講座
教育研究分野：電機システム、制御システム、エネルギーシステム
    - 情報・通信システム工学講座
教育研究分野：情報処理、通信工学、計算機工学
    - 電子物性工学講座
教育研究分野：オプトエレクトロニクス、有機エレクトロニクス、量子エレクトロニクス

  - 応用化学専攻
    - 物理化学講座
教育研究分野：有機素材化学、ナノ材料物理化学、量子ナノ機能化学
    - 有機化学講座
教育研究分野：有機合成化学、有機機能化学、高分子合成化学
    - 無機分析化学講座
教育研究分野：無機素材化学、エネルギー変換化学、分析環境化学
    - 生命化学講座
教育研究分野：生体材料化学、分子生物工学

  - 建築学専攻
    - 建築デザイン講座
教育研究分野：建築・地域デザイン、環境・設備デザイン
    - 建築マネジメント講座
教育研究分野：建築・地域マネジメント、構造マネジメント

  - 情報工学専攻
    - コンピュータサイエンス講座
教育研究分野：コンピュータソフトウェア、コンピュータアーキテクチャ、コンピュータネットワーク
    - 知能工学講座
教育研究分野：パターン情報処理、人間情報学、ヒューマンインタフェース
- 生物資源学研究科[52]
  - 資源循環学専攻
    - 農業生物学講座
教育研究分野：分子遺伝育種学、資源作物学、園芸植物機能学、動物生産学、草地・飼料生産学、植物医科学、昆虫生態学、野菜ゲノム育種学[注 5]
    - 森林資源環境学講座
教育研究分野：森林保全生態学、森林微生物学、土壌圏生物機能学、森林環境砂防学、森林利用学、木質資源工学、木質分子素材制御学
    - 国際・地域資源学講座
教育研究分野：生物資源経済学、循環経営社会学、資源経済システム学、国際資源植物学、国際資源利用学

  - 共生環境学専攻
    - 地球システム学
教育研究分野：気象・気候ダイナミクス、気象解析予測学、海洋気候学、未来海洋予測学、地球システム進化学、土壌圏システム学、フードシステム学、水環境・自然災害科学、緑環境計画学、環境解析学、自然共生学[注 6]
    - 環境情報システム工学
教育研究分野：応用環境情報学、生産環境システム学、生物環境制御学、エネルギー利用工学
    - 農業農村工学
教育研究分野：応用地形学、土資源工学、水資源工学、農地工学、環境施設工学、国際環境保全学、土壌圏循環学、フューチャー・アース学

  - 生物圏生命科学専攻
    - 生命機能化学講座
教育研究分野：分子細胞生物学、分子生物情報学、生理活性化学、創薬化学、生物機能化学、生物制御生化学、食品生物情報工学、食品化学、応用微生物学、微生物遺伝学、栄養化学、食品発酵学
    - 海洋生命分子化学講座
教育研究分野：海洋生物化学、水圏生物利用学、水圏材料分子化学、生物物性学、生体高分子化学、海洋微生物学、水産物品質学、海洋食糧化学
    - 海洋生物学講座
教育研究分野：生物海洋学、水族生理学、藻類学、浅海増殖学、先端養殖管理学、魚類増殖学、海洋生態学、水圏資源生物学、水圏分子生態学、海洋個体群動態学、応用行動学、発生・代謝機能解析学[注 7]
- 地域イノベーション学研究科
  - 地域イノベーション学専攻
    - 先端融合工学ユニット
    - 総合バイオサイエンスユニット

博士（後期）課程
- 医学系研究科[53]
  - 生命医科学専攻（4年制）
    - 基礎医学系講座（20教育研究分野[注 8]）
    - 基礎医学系講座（32教育研究分野[注 9]）
    - 産学連携講座
      - 遺伝子･免疫細胞治療学[注 10]、臨床創薬研究学[注 11]、先進的脳血管内治療学[注 12]、システムズ薬理学

    - 寄附講座
      - 認知症医療学[注 13]、先進医療外科学[注 14]、スポーツ整形外科学[注 15]、脊椎外科･医用工学[注 16]、先進画像診断学、先進がん治療学

    - 未来医療研究人材養成拠点形成事業
      - 地域医療学講座[注 17]
- 工学研究科[54]
  - 専攻
    - 材料科学専攻
    - システム工学専攻

  - 講座
    - 材料物性講座
教育研究分野：力学物性、機能加工、材料機能設計、電子物性、電子材料、電子デバイス
    - 材料化学講座
教育研究分野：有機精密化学、機能変換化学、機能システム計測、生体機能化学、機能高分子化学、先端素材化学
    - 電気情報システム講座
教育研究分野：情報処理、知能情報システム、情報通信システム、電気制御システム
    - 設計システム講座
教育研究分野：環境エネルギー機械、エネルギーシステム設計、知能化・電子機械、建築都市計画システム、建築環境設備システム、建築構造システム
    - 循環システム設計講座
教育研究分野：循環システム
- 生物資源学研究科[55]
  - 専攻
    - 資源循環学専攻
    - 資源循環システム科学講座
教育研究分野：食料生産科学、森林資源環境学
    - 国際資源循環科学講座
教育研究分野：国際資源循環科学
    - 共生環境学専攻
    - 気象・地球システム学講座
教育研究分野：大気海洋地球学、流域環境創成学、地球環境解析学
    - 環境・生産科学講座
教育研究分野：環境情報システム工学、地域保全工学、生態系循環システム学
    - 生物圏生命科学専攻
    - 応用生命化学講座
教育研究分野：生命機能化学、海洋生命分子化学
    - 海洋生物科学講座
教育研究分野：海洋生物学
- 地域イノベーション学研究科
  - 地域イノベーション学専攻
    - 先端融合工学ユニット
    - 総合バイオサイエンスユニット

#### 専攻科
- 特殊教育特別専攻科

#### 別科
- 農業別科（2009年3月末廃止）

#### 短期大学部
- 医療短期大学部（2000年廃止）

#### 附属機関
- 教養教育機構
  - 教養基盤科目部門
  - 教養統合科目部門
- 医学部附属病院

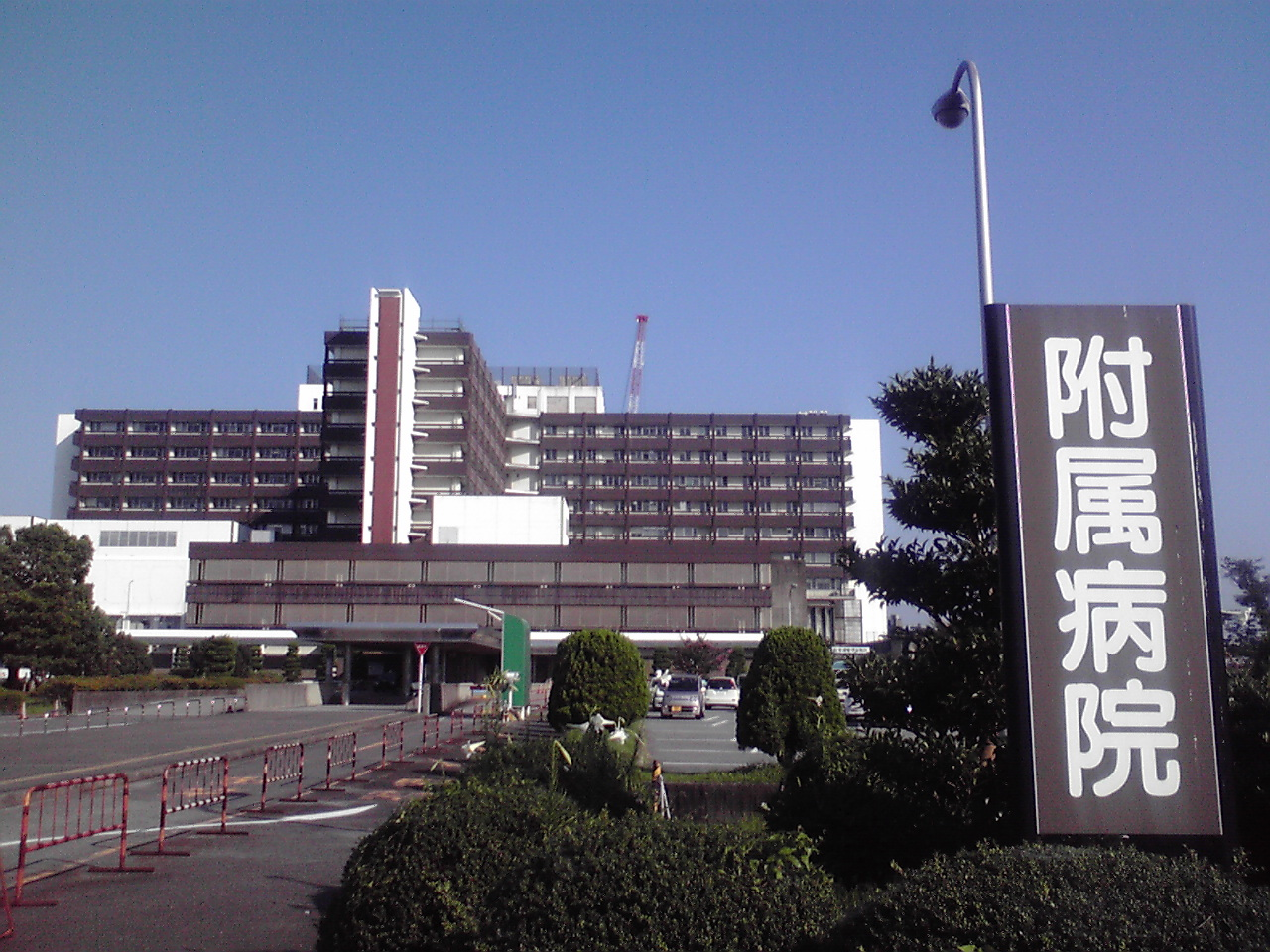
附属病院

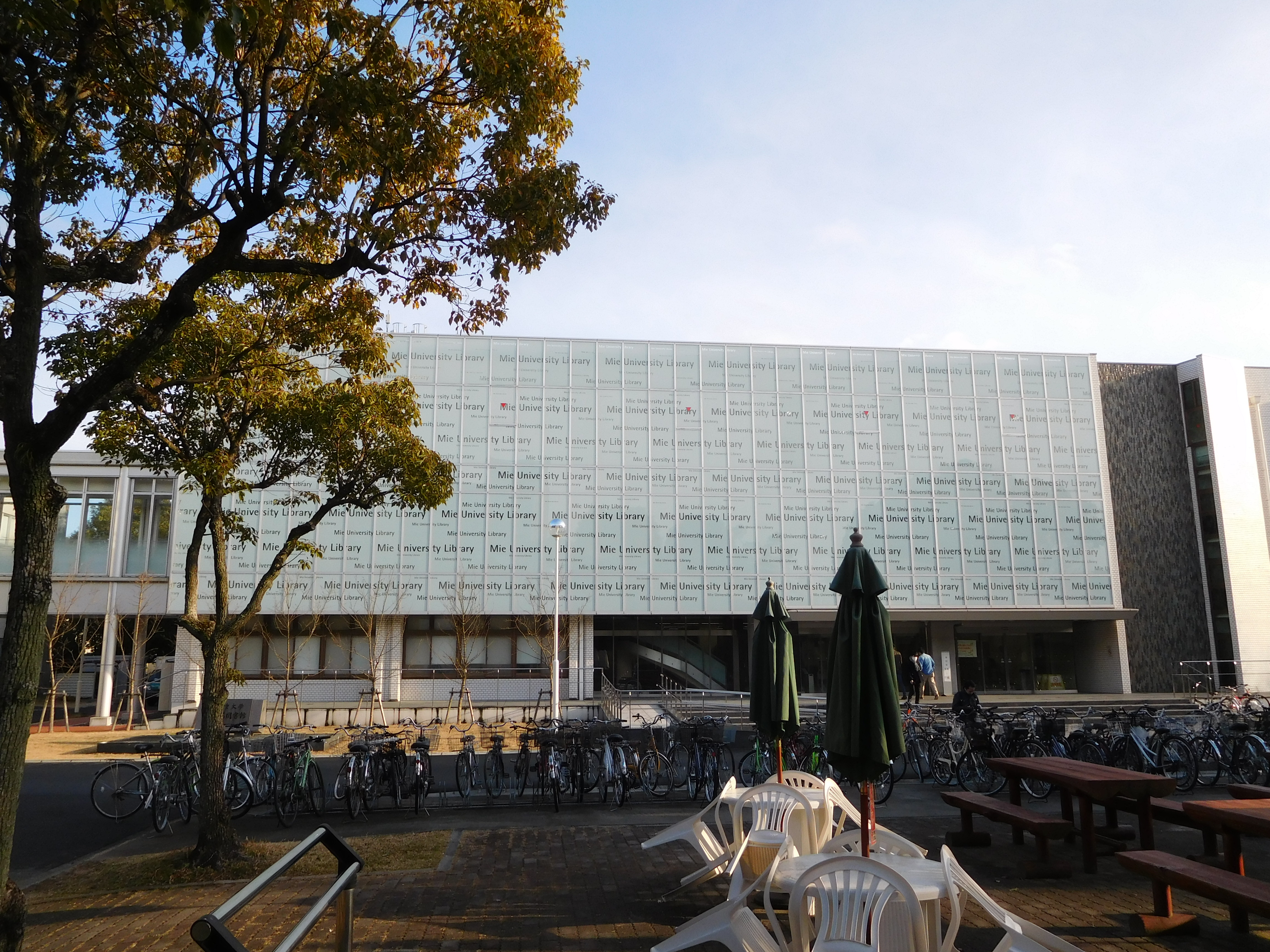
附属図書館

- 生物資源学研究科附属紀伊・黒潮生命地域フィールドサイエンスセンター
  - 付帯施設農場（津市高野尾町）
  - 付帯施設演習林（津市美杉町）
  - 付帯施設水産実験所（三重県志摩市志摩町和具座賀島）
- 生物資源学研究科附属練習船「勢水丸」（三重県松阪市松阪港）
- 教育学部附属教育実践総合センター
- 地域イノベーション学研究科　地域イノベーション・コアラボ
- 附属図書館
- 保健管理センター
- 学内共同教育研究施設
  - 社会連携研究センター
    - 社会連携研究室
      - キャンパス・インキュベータ
      - 四日市フロント
      - 地域戦略センター
      - 地域圏防災・減災研究センター

    - 知的財産統括室
    - 新産業創成研究拠点
    - 研究展開支援拠点
      - 機器分析部門
      - 地域研究支援部門

    - 伊賀研究拠点

  - 生命科学研究支援センター
    - 機能ゲノミクス分野
    - ナノ・バイオイメージング分野
    - 総合アイソトープ分野

  - 国際交流センター
  - 総合情報処理センター
  - 高等教育創造開発センター
  - 学生総合支援センター
    - 学生生活支援室
    - 障害学生支援室
    - 学生なんでも相談室
    - キャリア支援センター
    - ピアサポーター学生委員会

  - 国際環境教育研究センター

### 教育
- 現代的教育ニーズ取組支援プログラム
  - 平成18年度） 教育実践力の育成と学校・地域の活性化
  - 平成16年度 全学的な知的財産創出プログラムの展開
- 特色ある大学教育支援プログラム
  - 平成16年度 社会のニーズに即した人間性豊かな医師養成－地域社会を学びの場にして－
- 派遣型高度人材育成協同プラン
  - 平成17年度 地域圏バイオ・メディカル創業人材の育成

### 研究
21世紀COEプログラムの採択はない。

## 学生生活

### 学園祭
- 学園祭は「三重大学祭」と呼ばれ、2010年（平成22年）で62回を数える。この年は11月6日・7日に開催され、テーマは「みえがお」であった。

## 施設

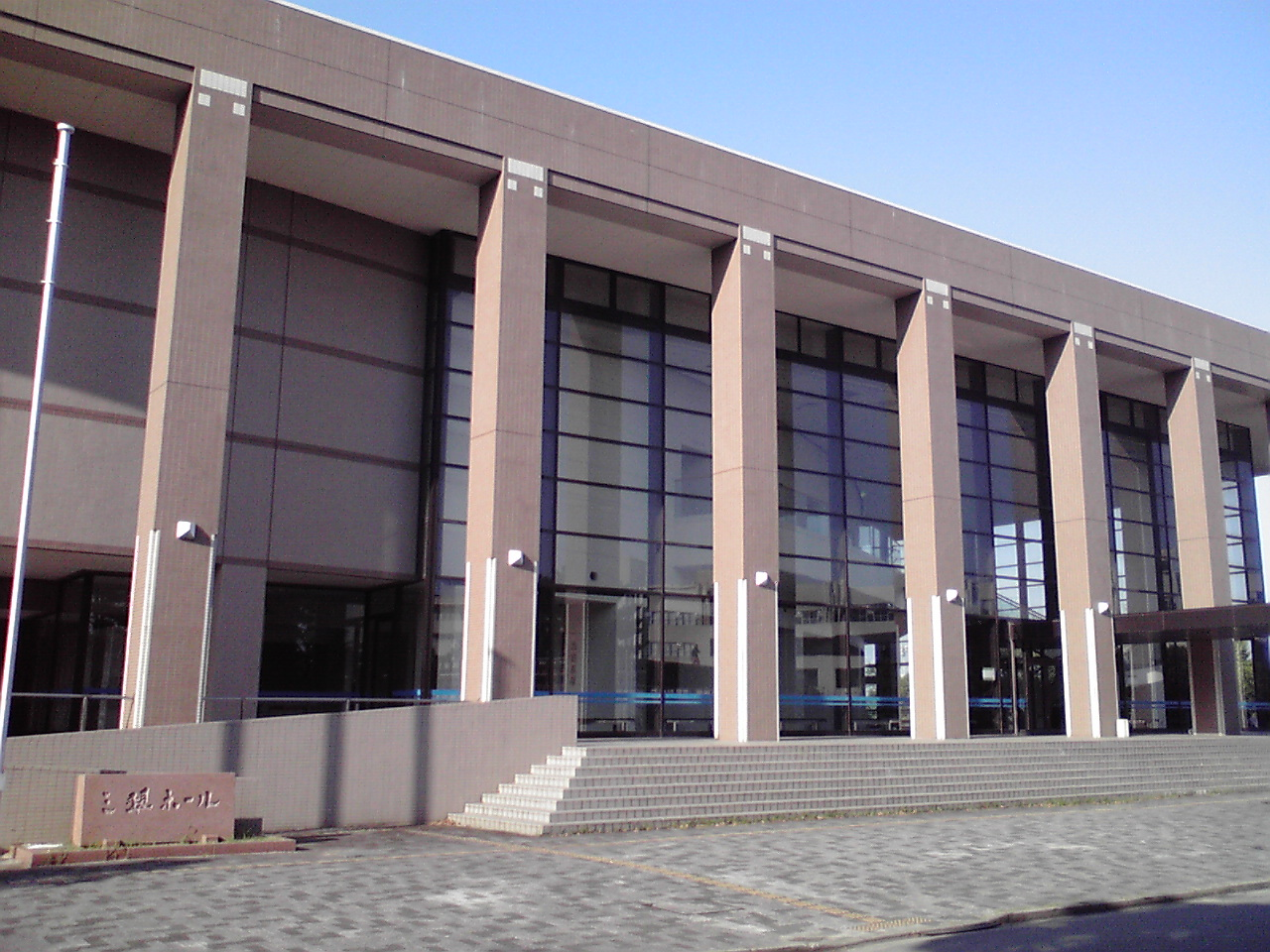
三翠ホール

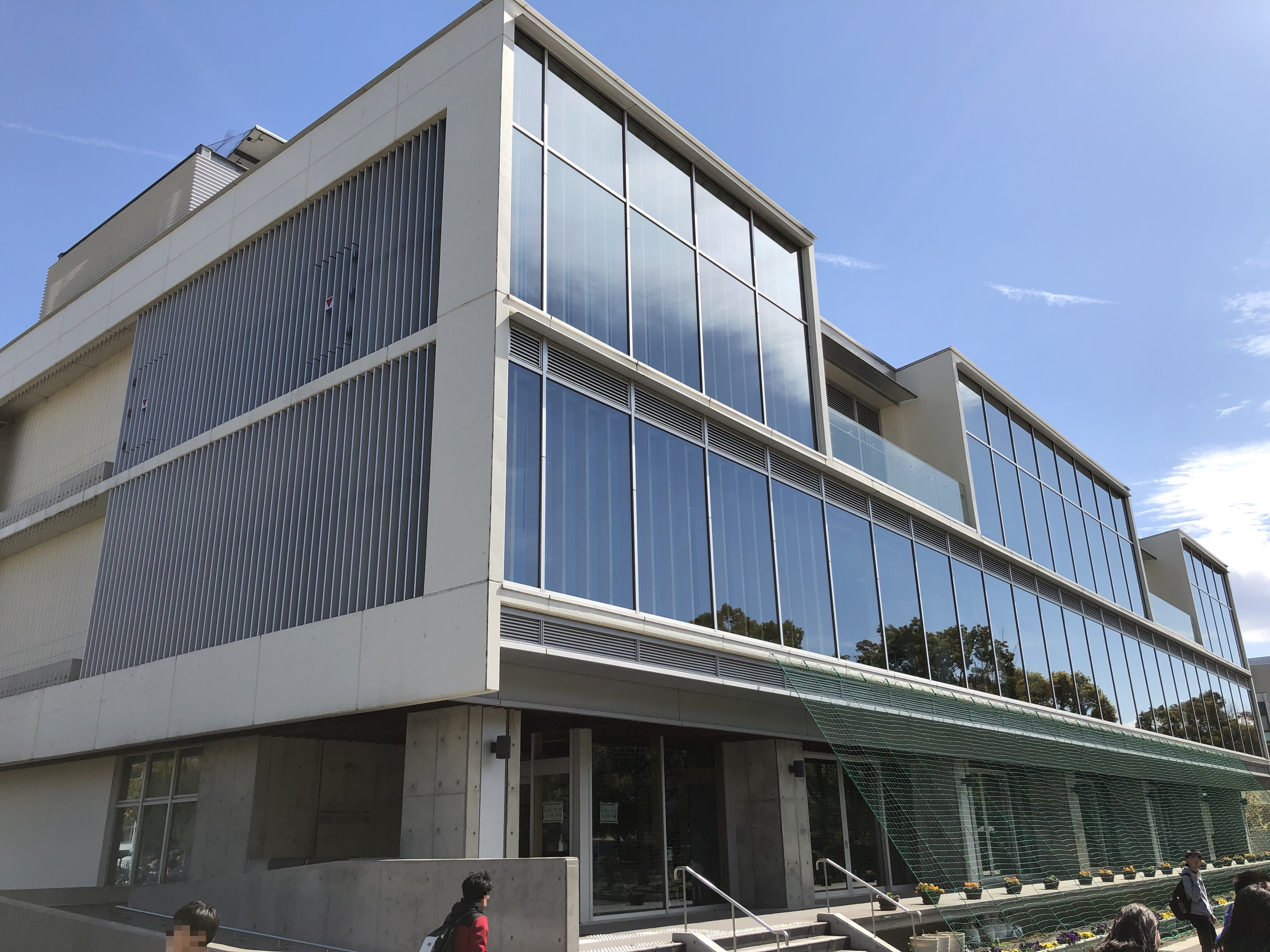
環境・情報科学館

- 三翠会館
三重大学の母体となった三重高等農林学校の開校10周年を記念して建設された木造の洋館。国の登録有形文化財である。
- レーモンドホール
三重県立大学図書館として建設され、三重大学水産学部の食堂として利用された。アントニン・レーモンドによる設計。三翠会館同様、国の登録有形文化財である。
- 三翠ホール
屋根が貝殻の形をした講堂。入学式など大規模な行事で使われる。
- 翠陵会館
主に課外活動に利用される多目的施設。大学生活協同組合の一部コーナーも入る。
- ミニストップ三重大学店
2009年10月1日に大学構内に開店した。環境配慮のためレジ袋を用意しておらず、エコバッグの貸与を実施している。

- 環境・情報科学館
2012年4月に開館。鉄筋3階建て。1階は交流スペースで、研究成果を展示し、環境を学べるコーナーを設置。環境団体や企業、自治体などと連携し、環境教育や研究について情報発信する拠点となっている。一般の市民も自由に展示物を見ることができる。2、3階は学生らが学習に利用でき、インターネット回線や、遠隔地と映像と音声で通信ができるスペースを設けるなど、情報設備を充実させている。
- 男子寮（津市栗真中山町166、収容人数109人）
- 女子寮（津市栗真町屋町字中新畑561、収容人数60人）
- 国際女子寮（津市江戸橋2丁目174、収容人数75人）
- 数理・データサイエンス館（CeMDS）2020年4月6日に開館。

## 対外関係

### 他大学との協定

#### 国内
- 放送大学学園（千葉県）[56]。
- 高等教育コンソーシアムみえ
- 東京大学（三重大学地域創生戦略企画室と東大地域未来社会連携研究機構）[57]

#### 海外
国際・学術交流等協定校
- 梨花女子大学校（韓国・ソウル特別市）
- 東国大学校（韓国・ソウル特別市）
- 世宗大学校（韓国・ソウル特別市)
- 天津師範大学（中国・天津市）
- 廣西大学（中国・広西チワン族自治区）
- 西安理工大学（中国・陝西省）
- 江蘇大学（中国・江蘇省）
- 江南大学（中国・江蘇省）
- 南京工業大学（中国・江蘇省）
- 河南師範大学（中国・河南省）
- 上海海洋大学（中国・上海市）
- 瀋陽薬科大学（中国・遼寧省）
- 内蒙古工業大学（中国・内蒙古自治区）
- 延辺大学（中国・陝西省）
- 安徽農業大学（中国・安徽省）
- 雲南大学（中国・雲南省）
- 北京外国語大学（中国・北京市)
- 南開大学（中国・天津市）
- 国立高雄師範大学（台湾）
- 国立中山大学（台湾）
- モンゴル国立大学（モンゴル国）
- ビサヤ州立大学（フィリピン）
- 外国貿易大学（ベトナム）
- ホーチミン市師範大学（ベトナム）
- チエンマイ大学（タイ王国）
- スラナリー工科大学（タイ王国）
- カセサート大学（タイ王国）
- コンケン大学（タイ王国）
- アジア工科大学院（タイ王国）
- タンマサート大学（タイ王国）
- メジョー大学（タイ王国）
- プトラマレーシア大学（マレーシア）
- タチ大学（マレーシア）
- ボゴール農科大学（インドネシア）
- スリウィジャヤ大学（インドネシア）
- ハルオレオ大学（インドネシア）
- パジャジャラン大学（インドネシア）
- バングラデシュ農業大学（バングラデシュ)
- タシケント国立法科大学（ウズベキスタン)
- シャルジャ大学（アラブ首長国連邦）
- フリードリヒ・アレクサンダー大学エアランゲン＝ニュルンベルク（ドイツ）
- ルプレヒト・カール大学ハイデルベルク（ドイツ）
- ルール大学ボーフム（ドイツ）
- フラウンホーファー研究機構（ドイツ）
- ライプツィヒ大学（ドイツ）
- サボア大学（フランス）
- CSEM社[注 18]（スイス）
- バレンシア州立工芸大学（スペイン）
- ジャウメプリメル大学（スペイン）
- カーディフ大学（イギリス）
- セントラルランカシャー大学（イギリス）
- ノースカロライナ大学ウィルミントン校（Iアメリカ・ノースカロライナ州）
- ハワイ・パシフィック大学（アメリカ・ハワイ州）
- ネブラスカ大学リンカーン校（アメリカ）
- 国立ラ・モリーナ農業大学（英語版、スペイン語版）（ペルー・リマ）
- カジェタノ・エレディア大学（ペルー）
- タスマニア大学（オーストラリア）

部局間学術交流等協定校
- 人文学部
  - シャルル・ド・ゴールリール第3大学（フランス）
  - リヨン第二大学リヨン政治学院（フランス）
  - ルンド大学人文・神学学部（スウェーデン）
  - サンパウロ大学哲学・文学・人間科学部（ブラジル）
- 教育学部
  - オークランド大学教育学部（ニュージーランド）
- 医学部
  - ウェイン州立大学医学部（アメリカ・ミシガン州・デトロイト市）
  - マーサー大学医学部（アメリカ・ジョージア州）
  - 上海交通大学医学院（中国・上海市）
  - ロストック大学医学部（ドイツ）
- 医学部・医学系研究科
  - 廣西医科大学（中国・広西チワン族自治区）
  - 蘭州大学第二臨床医学院（中国・甘粛省）
  - ラオス健康科学大学（ラオス）
  - ヤンゴン第一医科大学（英語版）医学部（ミャンマー）
  - アムリタ大学医学部（インド）
  - ザンビア大学医学部（ザンビア）
  - ムヒンビリ健康科学大学医学部（タンザニア）
  - ガーナ大学医学部（ガーナ）
  - ペルジア大学医学部（イタリア）
  - ヨーテボリ大学健康科学部（スウェーデン）
- 工学部
  - 清華大学熱能工程系（中国・北京市）
  - 清華大学工程力学系（中国・北京市）
  - モンクット王工科大学ラートクラバン校（タイ王国）
- 工学部・工学研究科
  - 浙江大学理学院（中国・浙江省）
  - パリ工芸大学（フランス）
- 工学研究科
  - ルマン先進素材・機械学高等学院（フランス）
  - 財団法人クリーブランドクリニック 医用生体工学ラーナー研究所（アメリカ）
  - 国立アテネ工科大学（ギリシア）
  - ティラナ工科大学（アルバニア）
- 生物資源学部
  - 釜慶大学校（韓国・釜山広域市）
  - ハッサン2世農獣医大学（モロッコ）
- 生物資源学部・生物資源学研究科
  - モンクット王トンブリ工科大学生物資源学研究科（タイ）
  - 温州大学生命興環境科学学院（トルコ）

## 附属学校
- 三重大学教育学部附属小学校
- 三重大学教育学部附属中学校
- 三重大学教育学部附属特別支援学校
- 三重大学教育学部附属幼稚園